# Route principale 7 (Suisse)
Pour les articles homonymes, voir H7 et Route 7.
La Route principale 7 est une route principale suisse reliant Bâle à Saint Margrethen (frontière autrichienne). 

## Parcours
- Bâle
- Laufenburg
- Koblenz
- Bad Zurzach
- Winterthour
- Wil
- Saint-Gall
- Rorschach
- Saint Margrethen